# Partia Młodzieży Kongresu
Partia Młodzieży Kongresu (ang. Youth Congress Party) była arabską partią polityczną założoną w 1932 w Brytyjskim Mandacie Palestyny.
Początki partii sięgają 1928, kiedy to w Palestynie powstało Stowarzyszenie Młodzieży Muzułmańskiej (arab. جمعية الشبان المسلمين, Jam'iyyat al-Shubban al-Muslimin), które w 1932 przyłączyło się do założonej przez Jakuba al-Ghussein antysyjonistycznej Partii Młodzieży Kongresu. Partia była związana z arabską rodziną al-Husajni. Był to początek palestyńskiego ruchu skautów.
W styczniu 1932 Jakub al-Ghussein zorganizował w Jafie pierwszy Narodowy Kongres Młodzieży Arabskiej, na którym głośno wyrażono poglądy panarabskie, antybrytyjskie i antysyjonistyczne.